# Bajkalovsk
Bajkalovsk (Russisch: Байкаловск) is een kleine vissershaven en plaats aan de rechteroever van de benedenloop van de Jenisej (of Golf van Jenisej, naargelang de definitie daarvan), aan zuidwestzijde van het schiereiland Tajmyr in het district Tajmyrski (tot 2007 van het district Oest-Jenisejski van Tajmyr) van de Russische kraj Krasnojarsk. Het ligt op 2263 kilometer ten noorden van Krasnojarsk, 175 kilometer van Doedinka en 72 kilometer van Karaoel, waarbinnen het onderdeel van een selskoje poselenieje vormt. De plaats is alleen bereikbaar per rivier, die alleen ijsvrij is tussen juni en oktober.
De plaats wordt vooral bewoond door Nenetsen (127 van de 134 inwoners behoort tot een der Siberische volkeren), die zich vooral toeleggen op de jacht en visserij. Voor 1935 bevonden er zich alleen twee vissershutten en een aantal tsjoems (van rendierhuiden), maar dat jaar werd er in het kader van de collectivisatie een kolchoz ("Nieuw Leven") opgericht en een dorp gebouwd. De visserij werd toen als hoofdactiviteit beschouwd, maar sindsdien hebben rijkere Nenetsen steeds meer rendieren aangeschaft en zijn begonnen met rendierhouderijen. In 2004 werd er een helipad aangelegd, zodat het dorp bij gevaar makkelijker kan worden bereikt.
Nabij Bajkalovsk splitst de Jenisej zich op in een groot aantal stroomkanalen, die van elkaar worden gescheiden door eilanden, die onderdeel vormen van de Brechovski-eilanden. Bajkalovsk is over land verbonden met zuidelijker gelegen dorpjes zoals Moengoej en Karaoel middels een winterweg. Andere nabijgelegen plaatsen zijn Levinskieje Peski, Oest-Port, Kazantsevo, Nosok en Vorontsovo.